# Вонешта Вода
Воне́шта Вода́ (болг. Вонеща вода) — село у Великотирновській області Болгарії. Входить до складу общини Велико-Тирново.

## Населення
За даними перепису населення 2011 року у селі проживали 179 осіб, з них 167 осіб (98,8%) — болгари.
Розподіл населення за віком у 2011 році:
Динаміка населення: